# Loch Nevis
Loch Nevis (Schottisch-gälisch: Loch Nibheis) ist ein Sea Loch in den Highlands an der schottischen Westküste. Der langgezogene fjordartige Meeresarm mündet in den Sound of Sleat, der das schottische Festland von der Isle of Skye trennt.
Nach Norden wird der insgesamt etwa 20 Kilometer lange Loch Nevis von der Halbinsel Knoydart begrenzt, nach Süden von der Halbinsel Morar. An der Mündung in den Sound of Sleat ist Loch Nevis ca. vier Kilometer breit und verengt sich in Höhe der zu Knoydart gehörenden Halbinsel Rubha Raonuill auf etwa einen Kilometer, um sich danach in Höhe Inverie wieder auf etwa zwei bis drei Kilometer aufzuweiten. Östlich der kleinen, auf dem Südufer liegenden Ansiedlung Tarbet verengt sich Loch Nevis bei Kylesknoydart und Kylesmorar in den Loch Nevis narrows für etwa einen Kilometer auf 150 bis 200 Meter. Anschließend weitet sich Loch Nevis bis zum Ostende bei Camusrory wieder auf etwa 800 bis 900 Meter auf. Der Tidenhub beträgt bei Inverie etwa drei bis vier Meter. Im Loch Nevis liegen gut ein Dutzend kleine, überwiegend ufernahe Inseln, vorwiegend im Bereich der Sandaig Bay und der Inverie Bay am Nordufer. Einzelne liegen auch im Bereich der Loch Nevis narrows und bei Camusrory, sie können teils bei Ebbe zu Fuß erreicht werden. Die wichtigsten Zuflüsse sind der östlich von Inverie mündende Inverie River sowie der River Carnach und der Finiskaig River, die beide bei Camusrory am Ostende von Loch Nevis einmünden.

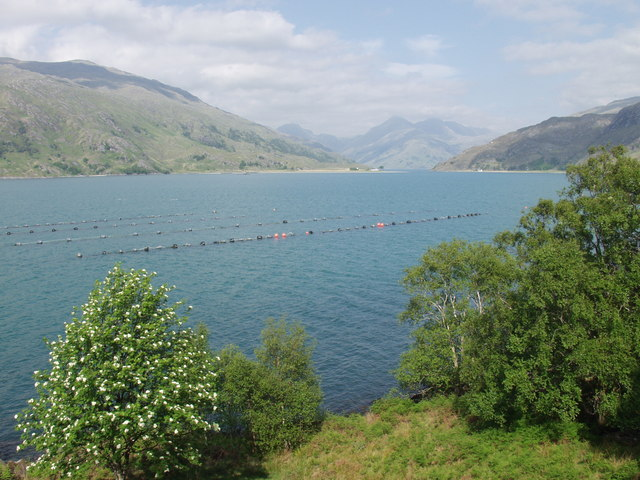
Fischfarm am Südufer von Loch Nevis bei Tarbet

Die Ufer von Loch Nevis sind etwas weniger eindrucksvoll als bei Loch Hourn an der Nordküste von Knoydart. Beide Ufer steigen dennoch steil an, westlich der Narrows auf bis zu 500 Meter, östlich erreichen die Berge beidseits von Loch Nevis über 800 Meter. Das östliche Ende wird vom 1044 Meter hohen Sgùrr na Cìche überragt, dem höchsten Munro auf Knoydart. Die Ufer von Loch Nevis sind weitgehend unbesiedelt, Ausnahmen sind der am westlichen Ende der Halbinsel Morar am Südufer bei der Mündung in den Sound of Sleat liegende Fischerei- und Fährhafen Mallaig sowie die Ortschaft Inverie am Nordufer auf Knoydart. Am Südufer liegt zudem die kleine Siedlung Tarbet, am östlichen Ende die kleine Siedlung Camusrory. Lediglich Mallaig ist an das schottische Straßennetz angeschlossen, der Ort ist zudem seit 1901 Endpunkt der West Highland Line. Die übrigen Ansiedlungen entlang Loch Nevis werden nicht von Straßen erschlossen. Sie sind lediglich zu Fuß oder per Boot zu erreichen. Entlang des Ufers existieren nur abschnittsweise Pfade oder für geländegängige Fahrzeuge geeignete Wege. Mit Personenfähren bestehen Verbindungen zwischen Mallaig, Inverie und Tarbet.
Loch Nevis war im 19. und 20. Jahrhundert ein Schwerpunkt der Heringsfischerei entlang der schottischen Westküste, Mallaig verdankt der Fischerei seine Existenz. Inzwischen werden Teile des Ufers für Fischfarmen genutzt, in denen vor allem Lachse gezüchtet werden.